# Oji Eagles
Pour les articles homonymes, voir Eagles (homonymie).
Les Oji Eagles (王子製紙アイスホッケー部, Ōji Seishi Aisu Hokkē-bu) sont une équipe professionnelle de hockey sur glace basée à Tomakomai, Hokkaidō au Japon. Le club d'Oji est un membre fondateur de l'Asia League Ice Hockey et fut fondé en 1925. Ils ont gagné 13 fois la Japan League et 34 fois le championnat du Japon.

## Joueurs notables
- Burt Henderson, 2003 à 2007
- Dusty Imoo, 2003 à 2006
- Aaron Keller, depuis 2003
- Greg Parks, 2003 à 2004 (équipes NHL : Islanders)
- Dan Daikawa, 2004 à 2005
- Tavis Hansen, 2004 à 2005 (équipes NHL : Jets/Coyotes)
- Jason Podollan, 2005 à 2006 (équipes NHL : Panthers/Maple Leafs/Kings/Islanders)
- Jarrod Skalde 2006 à 2007 (équipes NHL : Devils/Mighty Ducks/Flames/Sharks/Stars/Blackhawks/Thrashers/Flyers)
- Shane Endicott, depuis 2007 (équipes NHL : Penguins)
- Ricard Persson, depuis 2007 (équipes NHL : Devils/Blues/Sénateurs)

### Sources
- (en) Cet article est partiellement ou en totalité issu de l’article de Wikipédia en anglais intitulé « Oji Eagles » (voir la liste des auteurs).